# Luis Vicente León
Luis Vicente León Bravo (Caracas, 31 de octubre de 1959) es un economista y analista político venezolano, presidente de la encuestadora Datanalísis.
Luis Vicente León se dedica a interpretar y proyectar tendencias económicas y sociales en contextos complejos. Su trabajo se enfoca en la investigación de mercados, el comportamiento del consumidor y el análisis de políticas públicas. A través de Datanálisis, ha difundido información relacionada con temas como inflación, consumo, confianza del consumidor y proyecciones económicas en Venezuela.
Luis Vicente León ha sido conferencista en diversos foros nacionales e internacionales, donde aborda temas económicos y sociales relacionados con Venezuela. En 2022, participó en una conferencia organizada por la Cámara Venezolana Americana de Comercio (VenAmCham), donde expuso sobre la situación económica y las perspectivas del país. Ese mismo año, firmó una carta dirigida al presidente de Estados Unidos, Joe Biden, en la que expresó la necesidad de repensar la estrategia para abordar los problemas venezolanos.
En 2023, fue invitado a varios eventos en los que analizó la relación económica entre Venezuela y China, destacando el interés de ambos países en fortalecer sus lazos comerciales y petroleros. También ha participado en seminarios sobre la inflación, el consumo y la confianza del consumidor en Venezuela, temas que analiza regularmente a través de Datanálisis.

## Historia

### Infancia
Luis Vicente León Bravo nació el 31 de octubre de 1959 en Caracas, Venezuela. Durante su infancia, tuvo una complexión robusta y mencionó en entrevistas que solía tener dificultades en las clases de Educación Física. Creció y realizó sus estudios básicos en Caracas.

### Etapa universitaria
Luis Vicente León Bravo cursó estudios universitarios en Caracas, donde obtuvo el título de economista. Durante su formación, también realizó estudios de posgrado y especializaciones en diversas áreas relacionadas con la economía, el análisis de mercados y el comportamiento del consumidor. Entre sus estudios destacan especializaciones en Análisis de Industrias en la Escuela de Organización Industrial de Madrid, Economía Industrial en la Universidad Nacional Autónoma de México, Marketing y Comportamiento del Consumidor en la Manchester Business School, y Comercio Internacional en el Ministerio de Comercio de Taiwán. Estas experiencias académicas complementaron su preparación profesional y le permitieron desarrollar una perspectiva integral sobre los mercados y las dinámicas económicas.

### Inicios de su carrera
Luis Vicente León comenzó su carrera profesional en el sector empresarial y académico en Venezuela. Inicialmente, se desempeñó como profesor universitario y fue director ejecutivo de la Cámara Venezolana de la Industria del Vestido (CAVEDIV), cargo que ocupó durante aproximadamente una década. Además, fue representante de marcas internacionales como Calvin Klein en Venezuela. Posteriormente, en 1994, fundó y asumió la presidencia de Datanálisis, una firma especializada en estudios de opinión pública y análisis de mercado, desde donde ha desarrollado gran parte de su trayectoria profesional.

### Trayectoria profesional

#### Inicios en el ámbito empresarial y académico
Luis Vicente León inició su carrera profesional como docente en el área de economía. Posteriormente, ejerció como director ejecutivo de la Cámara Venezolana de la Industria del Vestido durante casi diez años. Durante ese período también se desempeñó como miembro de Conindustria y fue presidente de la Federación Andina de Confeccionistas, en paralelo con su rol como representante en Venezuela de la marca Calvin Klein.

#### Fundador y presidente de Datanálisis
A inicios de la década de 1990 se vinculó con la firma de investigación Datanálisis, y en 1994 asumió la presidencia de la empresa, que se especializa en análisis de opinión pública y estudios de mercado en Venezuela. Desde su posición, consolidó a Datanálisis como una de las principales firmas del país en análisis económico y social.

#### Enfoque en producción, consumo e ingresos
En junio de 2023, en el marco del 30.º aniversario de Fedecámaras Bolívar, León enfatizó la importancia del sector privado como actor central en la recuperación económica. Señaló que Venezuela debe priorizar el fortalecimiento de su capacidad productiva y elevar el ingreso de la población para alcanzar estabilidad económica. También abogó por la negociación como vía para levantar las sanciones internacionales e insertar al país en el mercado global.

## Criticas y controversias

#### Reacciones a sus opiniones sobre sanciones internacionales
Luis Vicente León ha sido criticado por sus declaraciones favorables a la licencia petrolera otorgada a Chevron por parte de Estados Unidos. En entrevista afirmó que la participación de esta empresa fue positiva para la estabilidad cambiaria venezolana, lo que fue cuestionado públicamente por el exdirectivo de PDVSA Pedro Mario Burelli, quien sugirió que León podría estar influenciado políticamente por el régimen. También el exdiputado Renzo Prieto lo criticó por no mencionar la corrupción interna en PDVSA como factor principal de la crisis en lugar de centrarse en los efectos de las sanciones.

#### Cuestionamiento sobre su postura como analista independiente
Otras críticas han señalado que León actúa como vocero de la élite económica y político-empresarial, especialmente al expresar críticas a políticas laborales. Por ejemplo, en 2012 se le acusó de defender una posición favorable al capital frente a los trabajadores en el contexto de reformas laborales, lo cual generó fuertes reacciones entre sectores sindicales y de izquierda.